# خاچاطور تارونه‌تسی
خاچاطور تارونه‌تسی (ارمنی: Խաչատուր Տարոնցի) شاعر، موسیقی‌دان، و چهره مذهبی اهل ارمنستان که در سده‌های ۱۲ تا ۱۳ میلادی می‌زیسته و تعدای از مناجات‌های کلیسای حواری ارمنی  (به ارمنی: շարական) در دوره قرون وسطایی را وی سروده‌است.

## زندگی‌نامه
آشکار است که وی در تارون به دنیا آمده‌است و در دوران ارمنستان زاکاری در ارمنستان شرقی سکنی گزیده‌است.

## یادداشت
1. ↑  Armenian chant